# 方希賢
方希賢，直隸顺天府宛平县人，清朝政治人物。
顺治九年（1652年）壬辰科进士，官至杭州府推官。